# 김교헌
김헌(金獻, 본명: 김교헌, 본명 한자: 金敎獻, 1868년 7월 5일~1923년 12월 25일)은 조선·대한제국 시대 말기의 문신이었던 대종교의 제2대 교주이며, 대한제국과 일제강점기의 독립운동가이기도 한데, 본은 경주(慶州)이며, 경기도 수원 생이고, 자(字)는 백유(伯猷), 아호(雅號)는 무원(茂園)이다.

## 생애
김교헌은 조선의 경기도의 수원에서 출생하였다. 이후 부모를 따라 한성부에서 성장하였다. 훗날 개명(改名)한 이름은 김헌(金獻)이다.
1885년에는 조선 시대의 정시 문과에 병과로 급제, 이후 벼슬이 성균관 대사성에 이르렀다.
1898년에는 독립협회에 가입하여 활동하였고, 만민공동회 운동에도 참여하였다. 1909년 3월 하순에는 규장각 부제학, 1910년 1월 중순에는 규장각 가선대부를 지냈으며, 같은해(1910년)의 2월 초순에 관직을 그만두고, 1910년 3월 6일, 대종교에 입문한 그는 동년 7월 이후부터 본격적인 나철 도사교의 곁으로 상주하여, 1916년 9월 1일, 도사교를 그만두고 물러난 나철에 이어 제2대 도사교(대종교 교주)가 되었다.
1918년 12월에는 대종교인으로 북로군정서를 조직하여 1920년의 청산리 전투에 기여하였다. 앞서 1919년 2월 길림에서 무오독립선언서에 서명하였다. 이후 독립운동이 어려워졌고, 1923년 11월 22일에 윤세복(尹世復)한테 대종교 교주 직함을 물려주고 물러난 그는, 같은해(1923년)의 12월 25일에 병으로 사망하였다.

## 구국운동
구국운동(救國運動)의 일환책으로 1909년 1월 15일, 오기호(吳基鎬)등 동지 10명과 함께 서울 재동(齋洞)에 《단군대황조신위》(檀君大皇祖神位)를 모셔 놓고 《단군교 포명서》(檀君敎 佈明書)를 공포한 것이 단군교, 즉 대종교의 시작이다. 1년 뒤 1910년 1월 15일, 대종교로 개칭하는 한편(신도수 2만여 명으로 증가), 차라리 동간도 지역에도 대종교 포교 지사를 설치하였는데 1914년 3월 13일에는 본사를 그곳으로 옮겨 대종교의 포교 영역을 만주 일대까지 넓혔다.
이에 위협을 느낀 일제는 1915년 10월 <종교통제안>을 공포하여 탄압을 노골화하였고 교단의 존폐 관련 위기에 봉착한 나철은 이듬해 1916년 9월 1일(음력 8월 4일)에 김교헌(후일 개명하여 김헌)한테 도사교(대종교 교주)를 물려주고 나서 물러난 후, 같은 해(1916년)의 9월 12일(음력 8월 15일)에 황해도의 구월산(九月山) 삼성사(三聖祠)에서 일제의 폭정을 통탄하는 유서를 남기고 자결하였다.
이렇게 1916년 8월 4일, 대종교 2대 교주가 된 김교헌(金敎獻)은 총본사를 동간도 화룡(和龍)으로 옮긴 뒤 홍범규칙(弘範規則)을 공포하는 한편, 비밀결사단체인 중광단(重光團)을 조직하여 무장독립운동단체인 북로군정서(北路軍政署)로 발전시켰으며 1920년 청산리전투(靑山里戰鬪)에서는 큰 전과를 올렸다. 일제는 이에 대한 보복으로 다음해에 대토벌작전을 전개하여 수많은 교도들을 무차별 학살하였으며, 김교헌은 통분 끝에 병으로 죽었다. 김교헌은 대종교를 제도적으로 정립하고 역사적으로 고증하기 위해 『신단실기』(神檀實記), 『신단민사』(神檀民史), 『단조사고』(檀祖事攷) 등을 저술하였다.
1923년 11월 22일, 윤세복(尹世復)한테 대종교의 교주의 자리를 물려주고 물러난지도 한달여가 지난 1923년 12월 25일, 지병으로 인하여 향년 56세를 일기로 병사했다.

## 사후
- 1923년 11월 22일을 기하여, 대종교 3대 교주가 된 윤세복(尹世復)은, 일제의 압력을 받은 국민정부 대륙 본토 중화민국 시대의 길림성장(吉林省長)이었던 장쭤린(張作霖)에 의해 <대종교 포교금지령>이 내려지자, 만주의 대한제국 자국 동포 서상용(徐相庸)의 뜨거운 원조를 받으며, 대종교 총본사를 발해의 옛 도읍터였던 북간도 동경성(東京城)으로 이전, 대종학원을 설립하고 대종교서적간행회를 발족시켜 『삼일신고』, 『종지강연』 등을 간행하였다. 그러나 천전(天殿)의 건립을 서두르던 중 1942년 11월 윤세복 외 20명의 간부가 <조선독립을 목적으로 한 단체구성>이란 죄목으로 일본 경찰에 검거되어 고문으로 사망하거나 옥사하였다.[1]
- 대한민국 정부는 고인의 공헌을 기리기 위하여 1977년 건국훈장 독립장을 추서하였다. 이 때에 대종교 제2대 교주였던 고인(故 金獻)과, 대종교 제3대 교주였던 윤세복(故 尹世復)을 생전에 직간접적으로 원조해 주었던 서상용(故 徐相庸, 1873~1961)도 같은 훈격의 서훈을 추서받았다. 참고로 대종교 제3대 교주 윤세복(故 尹世服)은 이미 15년 이전이던, 1962년에 같은 훈격의 훈장(건국훈장 독립장)을 추서받았다.

## 저서
- 《신단민사(神檀民史)》, 1904년
- 《신단실기(神檀實記)》, 1914년
- 《홍암신형조천기(弘巖神兄朝天記)》

## 같이 보기
- 단군교
- 신단실기
- 신단민사
- 단조사고
- 북로군정서

## 참고 자료
- 『한배일살핌』(대종교협제회, 윤세복 옮김, 대종교총본사, 1951년)
- 『대종교요감』(대종교총본사, 1983년)
- 『한국종교사상사』, 대종교 창건사, 김홍철 저, 연세대학교출판부(1998년, 161~188p)